# Restrepo
Restrepo é um município da Colômbia, localizado no departamento de Meta.